# Museo Boijmans Van Beuningen

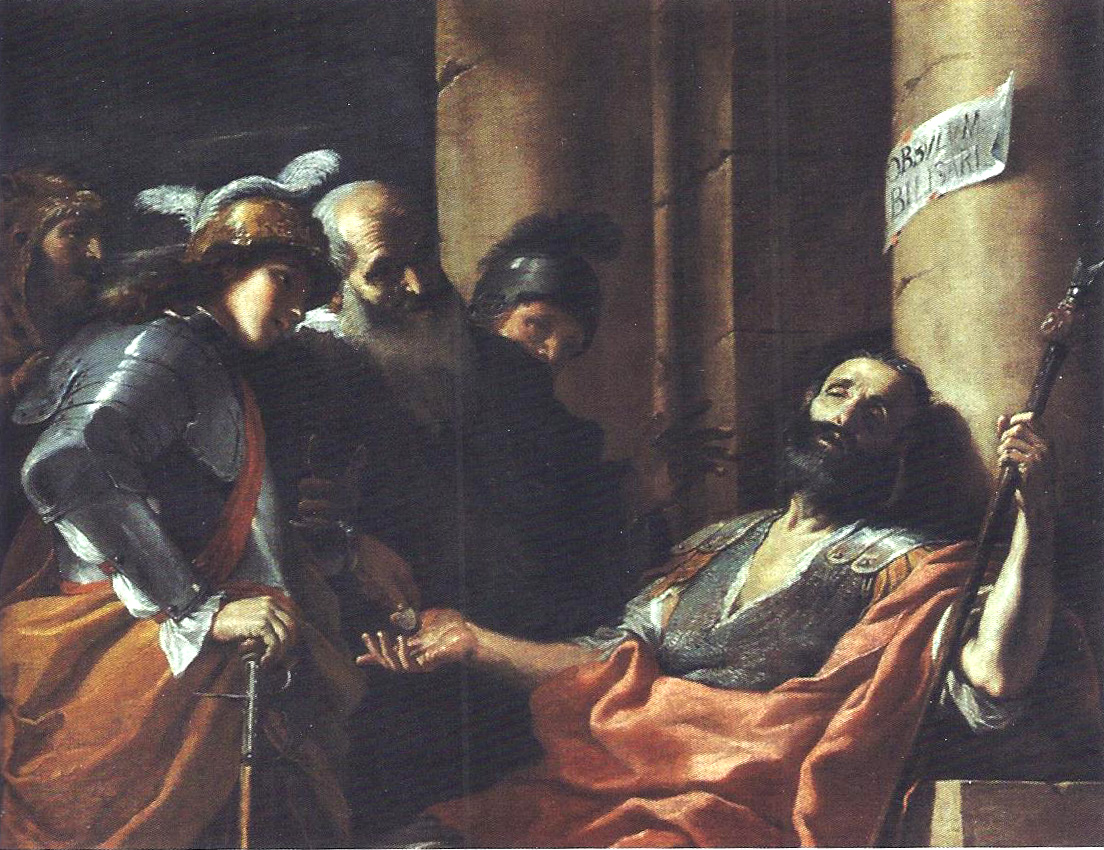
Mattia Preti, Belisario riceve l' elemosina, 1669

Il Museum Boijmans Van Beuningen è il museo principale di Rotterdam, nei Paesi Bassi. Le sue collezioni spaziano dall'arte medievale europea all'arte moderna. La fondazione della raccolta ebbe inizio quando il collezionista Frans Jacob Otto Boymans (1767-1847) donò la sua collezione alla città di Rotterdam nel 1841. Nel 1958 si aggiunse la collezione di Daniël George van Beuningen (1877-1955) e il museo prese il nome di Museum Boijmans Van Beuningen.

## Opere esposte (elenco parziale)
- Hubert van Eyck: Le tre Marie al sepolcro (inizio del XV secolo)
- Hans Memling: Rappresentazione allegorica di due cavalli (1475 circa)
- Hieronymus Bosch: San Cristoforo (1504-1505); Venditore ambulante (1510 circa); Tavole del Diluvio (1415 circa); Nozze di Cana (seguace, 1550 circa)
- Gerard David: Madonna col Bambino in un paesaggio (1515-1520)
- Quentin Massys: Madonna con Gesù Bambino in un paesaggio (terzo decennio del XVI secolo)
- Pieter Brueghel: La "piccola" torre di Babele
- Tintoretto: Le vergini savie e le vergini stolte (seconda metà del XVI secolo)
- Paolo Veronese, Cena in Emmaus
- Willem Claeszoon Heda: Natura morta (1634)
- Rembrandt: L'attesa di Tobi e Anna (1658)
- Mattia Preti: Belisario riceve l’elemosina (1665-1669)
- Alfred Sisley: Orto in primavera (1881)
- Franz Marc: L'agnello (1913-1914)
- Salvador Dalí: Shirley Temple (1939); Il volto della guerra (1940).